# Edosa eurycera
Edosa eurycera är en fjärilsart som beskrevs av Diakonoff 1968. Edosa eurycera ingår i släktet Edosa och familjen äkta malar.
Artens utbredningsområde är Filippinerna. Inga underarter finns listade i Catalogue of Life.